# نقطة التحول النووي
نقطة التحول النووي هو فيلم وثائقي أنتج عام 2010 بواسطة مبادرة التهديد النووي ويضم مقابلات مع أربعة مسؤولين حكوميين أمريكيين كانوا في السلطة خلال فترة الحرب الباردة ولكنهم يدعون الآن إلى القضاء على الأسلحة النووية وهم:
- هنري كيسنجر
- جورج شولتز
- سام نان
- ويليام بيري.

الفيلم كان بصوت مايكل دوجلاس.
هؤلاء «أربعة محاربين باردين» الذين ساهم كل واحد منهم بطرق مهمة في سباق التسلح النووي والمبني على نظرية الردع الكلاسيكية حيث يجادلون الآن بأنه يجب علينا إزالة كل الأسلحة النووية أو مواجهة كارثة على نطاق هائل. قال شولتز: «إذا فكرت في الأشخاص الذين يقومون بهجمات انتحارية وأشخاص مثلهم يحصلون على سلاح نووي فإنه على وجه التقريب لا يمكن ردعهم».

## العرض
تم عرض الفيلم في البيت الأبيض في 6 أبريل 2010.

## روابط خارجية
- نقطة التحول النووي على موقع IMDb (الإنجليزية)
- نقطة التحول النووي على موقع روتن توميتوز (الإنجليزية)
- نقطة التحول النووي على موقع أول موفي (الإنجليزية)
- نقطة التحول النووي على موقع قاعدة بيانات الفيلم (الإنجليزية)
- نقطة التحول النووي على موقع ليتربوكسد (الإنجليزية)
- نقطة التحول النووي على موقع كينوبويسك (الروسية)